# Degithina decepta
Degithina decepta är en stekelart som först beskrevs av Smith 1876.  Degithina decepta ingår i släktet Degithina och familjen brokparasitsteklar. Inga underarter finns listade i Catalogue of Life.